# Льодовикове поле

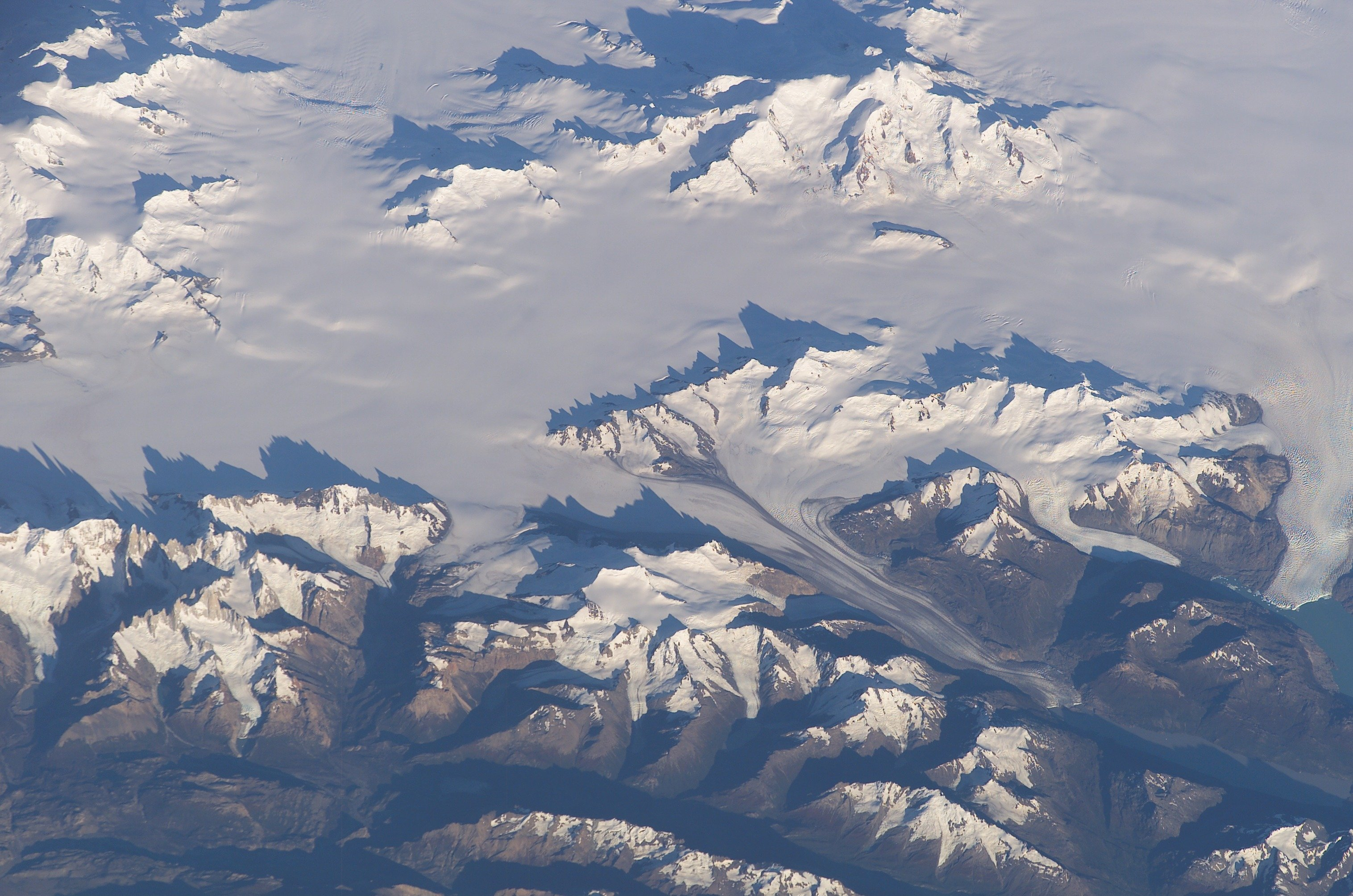
Льодовикове поле Південної Патагонії

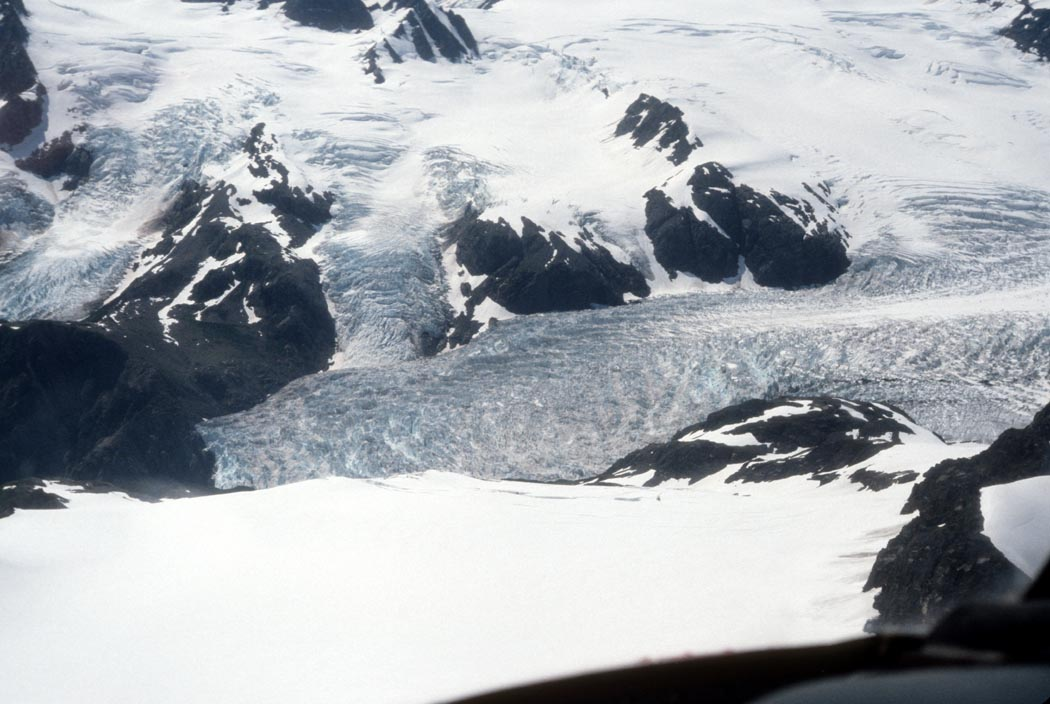
Льодовикове поле Хардінга, Кенайський національний заповідник дикої природи, Аляска

Льодовикове поле — територія менше ніж 50 000 км², покрита льодовиком, та звичайно розташована у холоднішому кліматі та вищих широтах, де також є достатньо опадів. Це велика територія поєднаних долинних льодовиків, з якої вищі піки визирають як нунатаки. Льодовикові поля більші за альпійські льодовики, але менше ніж льодовиковий щит та схожі за площею на льодовикові шапки. Топографія льодовикових полів визначається формою оточуючої території, а льодовикових шапок — власна форма, яка ховає форму скельної основи.

## Формування
Льодовикові поля формуються за рахунок значного накопичення снігу, який за роки компресії та замерзання, перетворюється на лід. З огляду на вплив гравітації на лід, льодовикові поля звичайно формуються над значними територіями (над долинами або зверху плато), а отже дозволяють товщині льоду сформуватися над ландшафтом і не перериватися льодовиковими тунелями. Льодовики часто формуються на кордонах льодовикових полів і слугують як гравітаційні дренажі льодовикового поля, яке в свою чергу відновлюється снігопадами.
Льодовикове поле не обмежене топографією, на відміну від льодовикової шапки. Воно також відмінне від льодовикової шапки тим, що не має купольної форми.

## Льодовикові поля світу

### Антарктика
Хоча технічно не льодовикове поле, а швидше льодовиковий щит, Антарктика майже повністю покрита кригою.

### Азія
Існує декілька льодовикових полів у Гімалаях та на Алтаї.
Неочікуване льодовикове поле розташовано у долині Йолин-Ам (монг. Ёлын Ам, Долина ягнятника), гірській долині на півночі пустелі Гобі, Монголія.

### Океанія
Австралія не має льодовикових полів.
Нова Зеландія має такі льодовикові поля:
- Сад Едему (англ. Garden of Eden)
- Сад Аллаха (англ. Garden of Allah)[2]
- Льодовикове плато Олівін (англ. Olivine)[3]

### Європа
На материковій Європі великі льодовикові поля є тільки у Норвегії (Довре та Ютунхеймен).
Декілька десятків маленьких льодовикових полів є у Альпах, а також крихітні залишки постійного льоду у Швеції, в Апеннінах, Піренеях та на Балканах. З часу зникнення залишку льодовикового поля в Андалусії, зі зникненням льодовика Коррал де Велюта в 1913 році, найпівденнішим перманентним льодовиковим полем континентальної Європи є Снєжанка в Болгарії.
Поза межами континентальної Європи, існують значні льодовикові поля в Ісландії, на островах Шпіцберген та Земля Франца-Йосифа, та менші — на островах Ян-Маєн та Нова Земля.

### Північна Америка
Найвідомішим є Колумбійське льодовикове поле у канадській частині Скелястих гір, розташоване між Джаспером та Банффом, провінція Альберта. Легка дорожня доступність додає цьому льодовиковому полю статус одного з найвідвідуваніших, хоча воно невелике за розмірами (325 км²).
Значна кількість великих льодовикових полів розташована на Береговому хребті, Аляскинському хребті та Чугацьких горах Аляски, у Британській Колумбії та Юконі. Льодовикова шапка Стикін площею 6 500 км² (розташована між річками Стикін та Таку) та льодовикове поле Джуно (розташоване між Линн-Канал та річкою Таку) площею 2 500 км², обидва розташовані на кордоні між Британською Колумбією та Аляскою. Далі на північ, льодовикова шапка Клуан, з якої витікають величезні льодовики Маласпіна та Хаббард та льодовикове поле Баглі, розташована на кордоні Британської Колумбії, Території Юкон та Аляски, оточує більшість Гір Святого Іллі, а також гори Святого Іллі та гори Лоґан  та сягає на захід аж до Мідної річки.
Великі льодовикові поля розташовані також на ділянці Кенайський півострів-Чугацькі гори, наприклад льодовикові поля Сарджент та Хардінг. На Аляскинському хребті розташована також значна кількість інших льодовикових полів (включно з тим, що оточує Деналі), які однак переважно не мають назв.

### Південна Америка
В цьому регіоні є два основні льодовикові поля, які є залишками льодовикового щита з останнього Льодовикового періоду:
- Північно-Патагонське льодовикове поле (ісп. Campo de Hielo Norte), розташоване у Чилі,
- Південно-Патагонське льодовикове поле (ісп. Campo de Hielo Sur), розташоване на кордоні Чилі та Аргентини.

Крім того, є невелике льодовикове поле на західній (чилійській) частині острову Вогняна Земля.